# Nicholas Brothers
Els Nicholas Brothers van ser un famós duo de ballarins afroamericans compost per dos germans, Fayard (1914-2006) i Harold (1921-2000). Amb la seva tècnica acrobàtica (“flash dancing”, un tipus de claqué), grans nivells de mestratge i atrevides innovacions, van ser considerats per molts com els millors ballarins de claqué del seu temps. Van créixer envoltats d'espectacles vodevil, es van convertir en estrelles del món del jazz durant l'apogeu del Renaixement de Harlem i van arribar a aconseguir l'èxit als escenaris, cinema i televisió fins als anys 90.

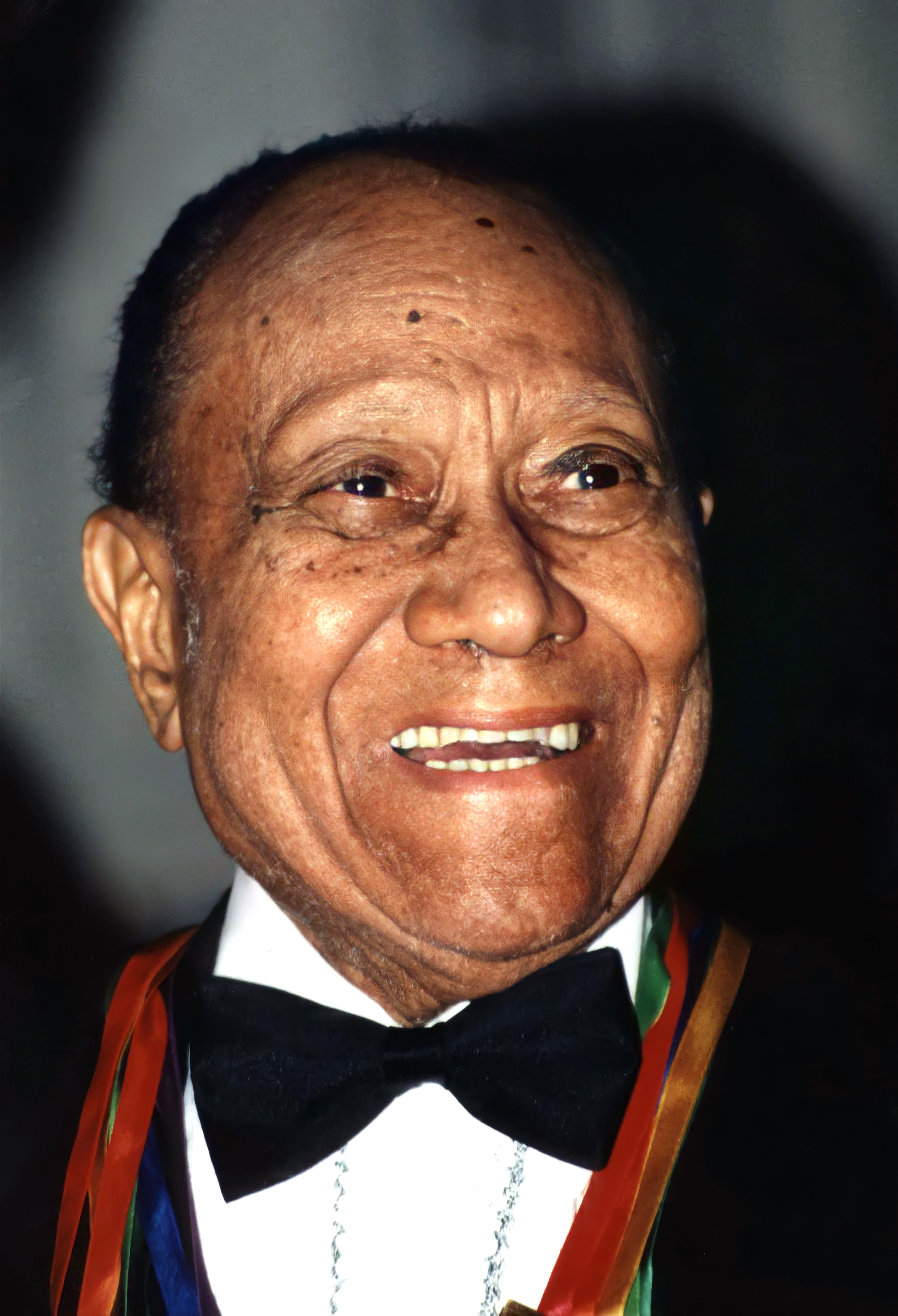
Fayard Nicholas

Fayard Antonio Nicholas va néixer el 20 d'octubre de 1914 a Mobile (ciutat d'Alabama). Harold Lloyd Nicholas va néixer el 17 de març de 1921 a Winston-Salem, Carolina del Nord.
Els Germans Nicholas van créixer a Filadèlfia i eren fills de músics amb estudis universitaris que tocaven en la seva pròpia banda al Teatre Standard, la seva mare al piano i el seu pare a la bateria. Als tres anys, Fayard s'asseia sempre en la primera fila mentre els seus pares treballaven, i quan va complir els deu anys ja havia vist la majoria dels grans espectacles del vodevil afroamericà, especialment als ballarins, inclosos personatges de l'època com Alice Whitman, Willie Bryant i Bill Robinson. Eren fascinats per la combinació de claqué i acrobàcies. Fayard solia imitar les seves acrobàcies i feia pallassades per als nens del seu barri.
Ni Fayard ni Harold van rebre formació formal de dansa. Fayard va aprendre per si mateix a ballar, cantar i actuar observant i imitant als professionals en els escenaris. Més tard va ensenyar als seus germans petits, actuant en primer lloc amb Dorothy com els Nicholas Kids i més tard unint-se Harold a ells. Harold idolatrava al seu germà gran i va aprendre copiant els seus moviments i el seu inconfusible estil. Dorothy optaria finalment per l'actuació, i els Nicholas Kids van passar a conèixer-se com els Nicholas Brothers.
Va córrer la veu sobre els seus talents i els Germans Nicholas es van fer famosos a la ciutat. Primer els van contractar per a un programa de ràdio, The Horn and Hadart Kiddie Hour, i després van ser contractats per teatres locals com el Standard i el Pearl. Mentre actuaven al Pearl, el mànager de The Lafayette, una famosa exhibició novaiorquesa de vodevil, els va veure i immediatament els va demanar actuar per al seu teatre.
Els Germans es van mudar a Filadèlfia en 1926 i van actuar per primera vegada al Standard un parell d'anys més tard. En 1932 es van convertir en la funció principal del Cotton Club de Harlem, quan Harold tenia 11 anys i Fayard 18. Van sorprendre l'audiència, en la seva majoria blanca, ballant al ritme de “Bugle Call Rag” i eren els únics artistes del repartiment afroamericà que tenien permès barrejar-se amb els clients blancs. Actuaren al Cotton Club durant dos anys, treballant amb les orquestres de Lucky Millinder, Cab Calloway, Duke Ellington i Jimmy Lunceford. FVa ser en aquesta època quan van rodar el seu primer curt cinematogràfic, Pie Pie Blackbird en 1932, amb Eubie Blake i la seva orquestra.
En aquest vigorós híbrid de claqué, ballet i acrobàcies, a vegades denominat com a ball acrobàtic o “flash dancing”, cap individu o grup superava l'efecte que els germans Nicholas tenien sobre l'audiència i altres ballarins. Els germans atribuïen el seu enorme èxit al seu estil de ball únic que estava molt demandat durant aquesta època.
Els germans van fer el seu debut a Broadway al musical Ziegfeld Follies of 1936 i també van aparèixer el 1937 en el llegendari musical Babes in Arms de Richard Rodgers i Lorenz Hart. Van impressionar immensament al seu coreògraf, George Balanchine. La impressió va ser tan gran que va ser ell el que els va convidar a aparèixer a Babes in Arms. Amb la formació que van rebre de Balanchine van aprendre nous trucs i a causa del seu talent molta gent va assumir que eren ballarins de ballet amb formació professional.
El productor Samuel Goldwyn els va veure al Cotton Club i, en quedar impressionat per la seva entretinguda actuació, els va convidar a Califòrnia per a ser part de Kid Millions (1934), el que seria el seu primer paper en una pel·lícula de Hollywood. Pel 1940 ja eren a Hollywood i durant moltes dècades alternarien entre pel·lícules, clubs nocturns, concerts, Broadway, televisió, i llargues gires per Amèrica Llatina, Àfrica i Europa.
Va ser la seva primera gira per Anglaterra amb una producció de “Blackbirds” el que els va donar als Germans Nicholas l'oportunitat de veure i apreciar diverses de les grans companyies de Ballet d'Europa. En 1948, van actuar a petició del rei Jordi VI del Regne Unit al Palladium de Londres. Més tard, van ballar per a nou presidents dels Estats Units. Els Germans Nicholas van fer classes de claqué a la Universitat Harvard i Radcliffe. Entre els seus estudiants més coneguts està Debbie Allen, Janet Jackson i Michael Jackson. Molts dels mestres de claqué d'avui dia van ser estudiants dels germans o van actuar amb ells: Dianne Walker, Sam Weber, Lane Alexander, Mark Mendoca, Terry Brock, Channing Cook Holmes, Chris Baker, Artis Brienzo, Chester Whitmore, Tobius Tak, Carol Zee i Steve Zee. Harold va morir el 3 de juliol de 2000 d'un atac de cor. Fayard va morir el 24 de gener de 2006 de pneumònia després d'un infart.

## Vida privada

### Fayard
Fayard va estar casat en tres ocasions:
- Geraldine Pate (1942 – 1955)
- Barbara January (1967-1998) (fins que ella va morir)
- Katherine Hopkins (2000 – 24 de gener de 2006) (fins que ell va morir)

Fayard va ser seguidor de la fe bahà'í des de 1967.
Dues de les seves netes formen el duo de ball Nicholas Sisters i han guanyat diversos premis per les seves actuacions.

### Harold
Harold va estar casat quatre vegades. Va estar casat en primer lloc amb la cantant i actriu Dorothy Dandridge des de 1942 a 1951. La parella va tenir una filla, Harolyn Nicholas, que va néixer amb una discapacitat psíquica severa. A París va tenir un fill, Melih Nicholas, amb la seva segona esposa. Harold va viure a Nova York durant vint anys (fins a la seva mort) amb la seva tercera esposa, la productora i ex-Miss Suècia Rigmor Alfredsson Newman.

## Estil i moviments
Un dels seus moviments característics era fer saltirons sobre un llarg tram d'escales, mentre acabaven cada salt amb una obertura de cames. La seva actuació més famosa va ser al final de la pel·lícula Stormy Weather. En una ocasió Fred Astaire va comentar als germans que la seva actuació a Stormy Weather era la millor escena en un musical que mai havia vist. En aquesta famosa escena, els Germans Nicholas saltaven exuberantment sobre els faristols de l'orquestra i ballaven damunt d'un piano.
Un altre moviment característic era, després d'una obertura de cames, aixecar-se sense usar les mans. Gregory Hines va declarar que si la seva biografia es filmés algun dia, els seus números de ball haurien de ser fets per ordinador perquè ningú podria emular-los. La llegenda del ballet Mikhail Baryshnikov els va denominar com els ballarins més sorprenents que havia vist mai a la seva vida.

## Filmografia
A causa dels prejudicis de l'època, apareixien com a artistes convidats, aïllats de l'argument en moltes de les seves pel·lícules. Això era una estratègia que permetia esborrar les seves escenes fàcilment per a la projecció al Sud.
- Pie, Pie Blackbird (1932) (curtmetratge)
- The Emperor Jones (1933) (Harold Nicholas)
- Syncopancy (1933) (curtmetratge) (Harold Nicholas)
- Kid Millions (1934)
- An All-Colored Vaudeville Show (1935) (curtmetratge)
- Coronado (1935)
- The Big Broadcast of 1936 (1935)
- The Black Network (1936) (curtmetratge)
- My American Wife (1936)
- Els fills de la faràndula (Babes in Arms) (1937)
- Calling All Stars (1937)
- My Son Is Guilty (1939)
- Down Argentine Way (1940)
- Tin Pan Alley (1940)
- The Great American Broadcast (1941)
- Sun Valley Serenade (1941)
- Orchestra Wives (1942)
- Stormy Weather (1943)
- Take It or Leave It (1944)
- The Reckless Age (1944) (Harold Nicholas)
- Carolina Blues (1944) (Harold Nicholas)
- Dixieland Jamboree (1946) (curtmetratge)
- The Pirate (1948)
- Pathe Newsreel (1948)
- Botta e Riposta (1951)
- El Misterio del carro express (1953)
- El Mensaje de la muerte (1953)
- Musik im Blut (1955)
- Bonjour Kathrin (1956)
- L'Empire de la nuit (1963) (Harold Nicholas)
- The Liberation of L.B. Jones (1970) (Fayard Nicholas)
- Uptown Saturday Night (1974) (Harold Nicholas)
- That's Entertainment! (1974) (archive footage)
- Brother, Can You Spare a Dime? (1975) (archive footage)
- Disco 9000 (1976) (Harold Nicholas)
- That's Dancing! (1985) (archive footage)
- Tap (1989) (Harold Nicholas)
- That's Black Entertainment (1990) (archive footage)
- The Five Heartbeats (1990) (Harold Nicholas)
- "Alright" (Janet Jackson) i video (1992)
- The Nicholas Brothers: We Sing and We Dance (1992)
- Funny Bones (1995) (Harold Nicholas)
- I Used to Be in Pictures (2000)
- Night at the Golden Eagle (2002) (Fayard Nicholas)
- Broadway: The Golden Age, by the Legends Who Were There (2003)
- Hard Four (2005)

## Premis
- Harold va rebre el Premi DEA per part de la Dance Educators of America.[18]
- Harold va rebre el Premi Bay Area Critics Circle[18]
- Doctorat honoris causa per a tots dos germans.[2]
- Saló de la Fama de Cineastes Negres (1978)[18]
- Una retrospectiva del seu treball al cinema en l'especial de televisió dels Oscar (1981)[18]
- Premi Ellie (1984), National Film Society per a tots dos germans.[18]
- Saló de la Fama del Teatre Apollo (1986)[18]
- Premi Ebony a la Trajectòria (1987) per a tots dos germans[18]
- Fayard va rebre el Premi Tony en 1989 com a Millor Coreògraf per “Black and Blue” al costat dels seus col·laboradors Cholly Atkins, Henry LeTang i Frankie Manning.[6]
- Premi del Festival de Ball Americà Scripps[19]
- Premi Kennedy (1991) per a tots dos germans.[1][18]
- Premi a la Trajectòria de la Coalició de Mitjans de comunicació Negres Nacionals (1992)[18]
- Premi Fio-Bert (1992)[18]
- Comitè de Claqué de Nova York (1994)[18]
- Una estrella al Passeig de la Fama de Hollywood (1994)[18]
- El Carnegie Hall va vendre totes les entrades per a un tribut als germans en 1998[20]
- Museu Nacional de la Dansa i Saló de la Fama (2001)[21]
- Les pel·lícules dels germans van ser seleccionades per a Registre Nacional de Cinema en 2011.[22]